# Whitrope Tunnel
Der Whitrope Tunnel ist ein ehemaliger Eisenbahntunnel in der schottischen Council Area Scottish Borders. Er befindet sich in einer dünnbesiedelten Region zwischen den Ortschaften Hawick im Norden und Newcastleton im Süden. 2003 wurde das Bauwerk in die schottischen Denkmallisten in der Denkmalkategorie B aufgenommen.
Der um 1860 fertiggestellte Tunnel führte das im Jahre 1862 von der North British Railway eröffnete letzte Teilstück der Waverley Line (Edinburgh–Carlisle). Er liegt unweit des höchsten Punktes der gesamten Strecke. Es handelt sich um den viertlängsten Tunnel in Schottland. Der Denkmalschutz umfasst auch den 700 m südlich gelegenen Whitrope Viaduct, welcher die Bahnstrecke über eine Landstraße führte.
Der 1014 Meter lange Tunnel liegt an den Hängen des Whitrope Summit zwischen dem Bahnhof von Shankend und dem Bahnhof Riccarton Junction. Er besteht aus einer ausgemauerten Röhre mit einer Steigung von knapp über 1 %.

## Geschichte
Der Bau des Tunnels in einer der entlegensten Gebiete der Strecke gehörte zu den forderndsten Aufgaben beim Bau der Waverley Line. Die 230 Streckenarbeiter waren im Schichtbetrieb tätig und nahe der Baustelle in eigens zu diesem Zwecke errichteten temporären Behausungen untergebracht. Im Rahmen ihrer Tätigkeit verstarben zwei Arbeiter. Sie liegen nahe dem Südportal begraben. Der Whitrope Viaduct trägt auch den Namen Golden Bridge. Diese Bezeichnung geht auf seine Lage nahe einem Gasthaus zurück, in welchem die Arbeiter vornehmlich Alkohol genossen.
Neben den extremen Temperaturen bereitete der mangelnde Wasserrückhalt des sandigen Grundes Schwierigkeiten beim Bau. So traten während der Bauphase bis zu 1900 Liter Wasser je Minute in den Tunnel ein. Daher wurde ein Drainagesystem eingerichtet, welches das Wasser in einen Abfluss unterhalb des Tunnels kanalisierte. Auch mussten Lüftungsanlagen zur Versorgung der Arbeiter mit Frischluft installiert werden. Weitere Probleme traten beim Bau des Südportals auf. Das instabile Gestein an der Austrittsstelle machte eine aufwändige Einfassung notwendig. Außerdem musste ein Bach, der an dieser Stelle floss, umgeleitet werden. Er verläuft nun parallel der Strecke und wird direkt jenseits des Whitrope Viaducts durch einen im Zuge des Brückenbaus eingerichteten Durchlass geführt.
Der Tunnel wurde im Rahmen der Streckeneröffnung 1862 freigegeben und mit der Einstellung der Strecke 1969 obsolet. Wie an den meisten Streckenteilen wurden die Gleise rückgebaut. Die Waverley Route Heritage Association begann in den 2000er Jahren mit der Einrichtung eines Museums zwischen Südportal und Viadukt. Dort befand sich zuvor ein nicht-öffentlicher Bahnhof namens Whitrope Siding. Im Laufe der Jahre wurde ein Gleisstück wiederaufgebaut, das bis zum Südportal reicht. Eine Wiederinbetriebnahme des Tunnels im Rahmen des Museumsbetriebes wird geprüft.

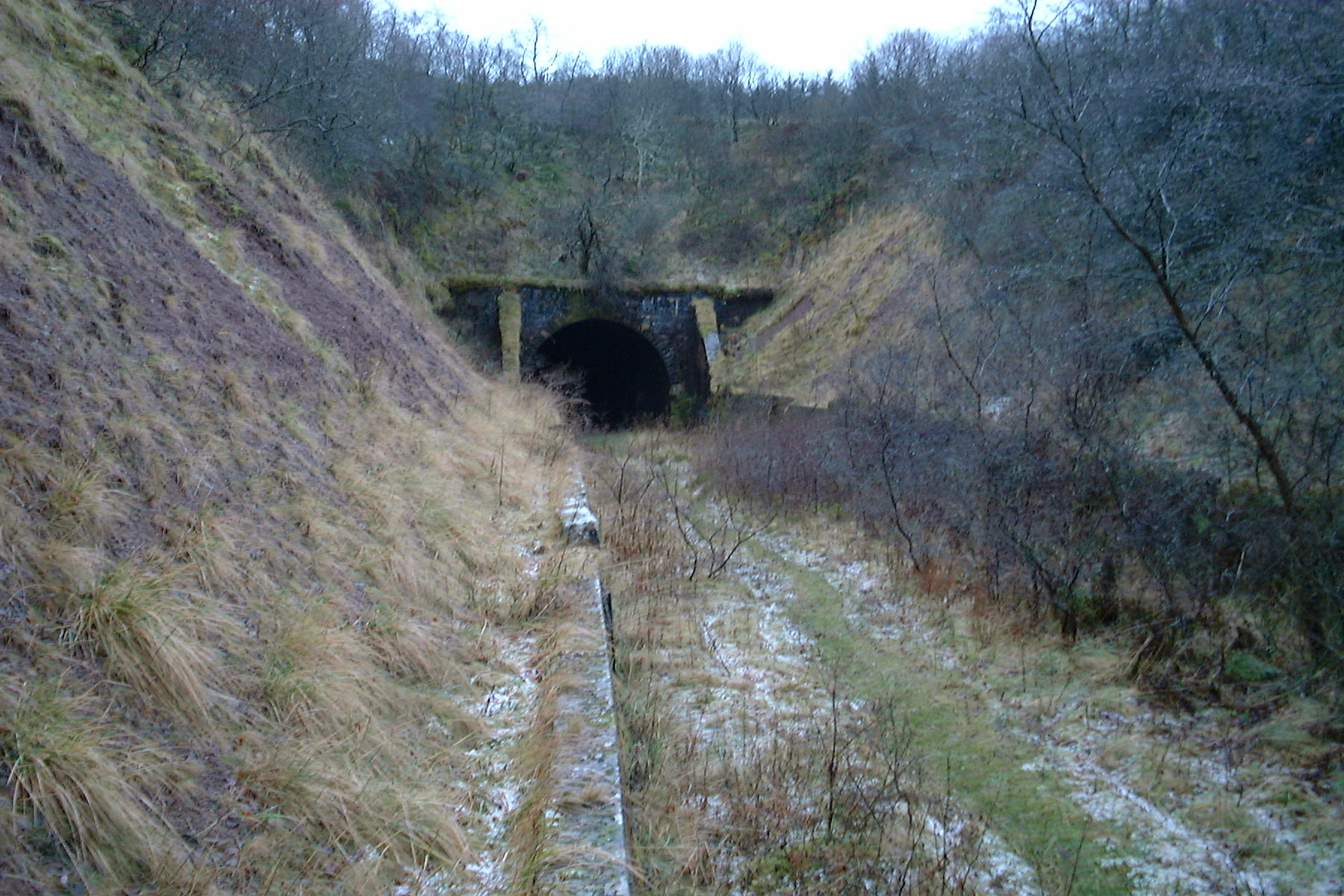
Das Nordportal 1999
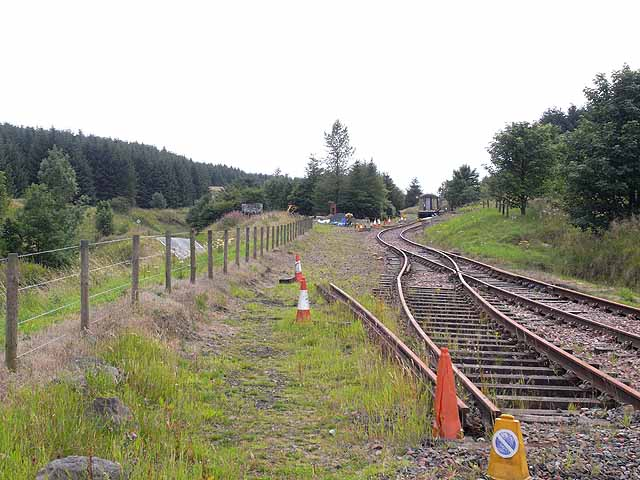
Whitrope Heritage Centre

## Whitrope Viaduct
Die Steinbogenbrücke überspannt die B6399 mit einem Segmentbogen. Die Straße verläuft nicht orthogonal zur Bahnstrecke, was in einem diagonalen Versatz resultiert. Der Bogen ist mit vier Schichten Backstein ausgemauert. Ein schlichtes Metallgeländer begrenzt die Bahntrasse. An der Ostseite wird der Bach unter der Bahnstrecke hindurchgeführt. Er verläuft durch eine ausgemauerte Rundbogenröhre.

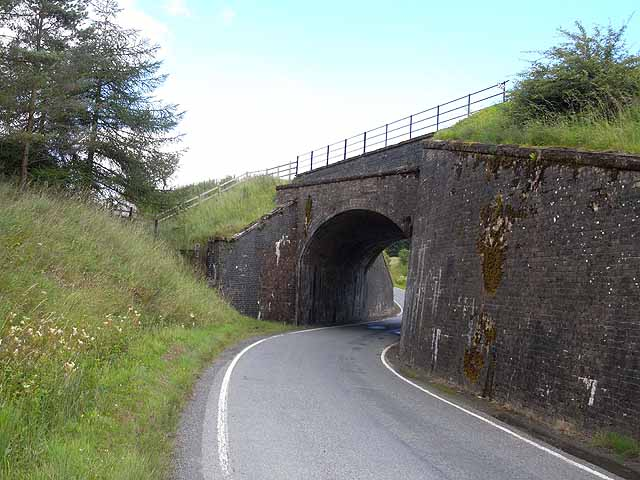
Whitrope Viaduct